# Giro delle Fiandre 1962
Il Giro delle Fiandre 1962, quarantaseiesima edizione della corsa, fu disputato il 1º aprile 1962, per un percorso totale di 249 km. Fu vinto dal belga Rik Van Looy, al traguardo con il tempo di 6h39'56", alla media di 38,438 km/h, davanti a Michel Van Aerde e Norbert Kerckhove.
I ciclisti che partirono da Gand furono 151; coloro che tagliarono il traguardo a Gentbrugge furono 48.

## Ordine d'arrivo (Top 10)
| Pos. | Corridore         | Squadra          | Tempo    |
| ---- | ----------------- | ---------------- | -------- |
| 1    | Rik Van Looy      | Flandria-Faema   | 6h39'56" |
| 2    | Michel Van Aerde  | Carpano          | a 9"     |
| 3    | Norbert Kerckhove | Dr. Mann-Labo    | s.t.     |
| 4    | Noël Foré         | Flandria-Faema   | s.t.     |
| 5    | Tom Simpson       | Gitane-Leroux    | s.t.     |
| 6    | Jef Planckaert    | Flandria-Faema   | a 12"    |
| 7    | Willy Vannitsen   | Wiel's-Groene L. | a 4'08"  |
| 8    | Michel Stolker    | Saint-Raphaël    | s.t.     |
| 9    | Edgard Sorgeloos  | Flandria-Faema   | s.t.     |
| 10   | Jos Wouters       | Solo-Van Steenb. | a 4'25"  |